# Yukata

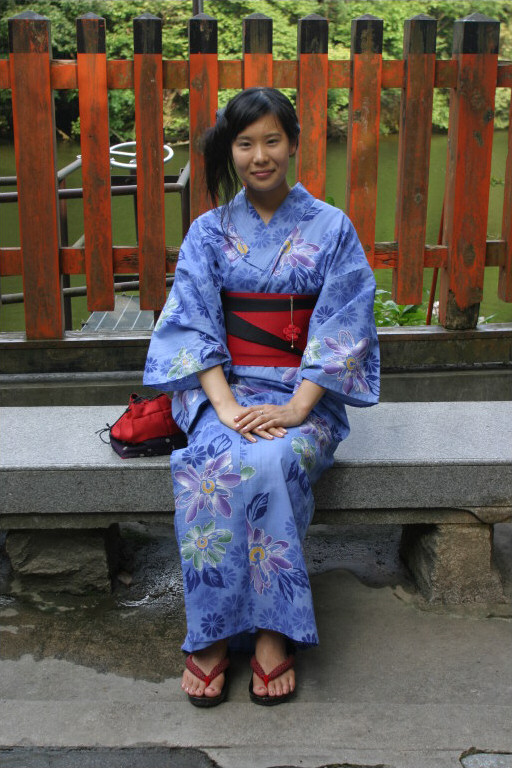
Een vrouw gekleed in een yukata in Kyoto, Japan

Een yukata (浴衣) is een Japans kledingstuk, gebaseerd op de kimono. De yukata is in tegenstelling tot de traditionele kimono gemaakt van katoen of synthetische stof in plaats van zijde, en geldt als een traditioneel zomerkledingstuk. De naam betekent vrij vertaald “badkleding”. De yukata wordt ook wel een “zomerkimono” genoemd.
Yukata worden veel gedragen bij feestelijke gelegenheden zoals het Obonfestival en andere zomerfestiviteiten. Tevens wordt een yukata veel gedragen in ryokan na het nemen van een bad. De traditionele kleur van een yukata is indigo, maar tegenwoordig zijn ze in een grote variatie aan kleuren te verkrijgen. Net als bij de kimono is het traditie dat jonge mensen lichtere kleuren dragen dan oudere mensen. 
De yukata wordt gedragen met behulp van een vrij brede obi, waar aan de achterkant een waaier of strik aan kan worden bevestigd. Verder draagt men doorgaans houten sandalen (geta) onder een yukata, maar geen tabi.